# آلن براون (راننده مسابقه)
آلن اِوِرِست براون (انگلیسی: Alan Everest Brown؛ زادهٔ ۲۰ نوامبر ۱۹۱۹ در مالتون، یورک‌شر، درگذشتهٔ ۲۰ ژانویهٔ ۲۰۰۴ در گیلفورد، ساری) رانندهٔ مسابقات اتومبیل‌رانی فرمول یک اهل بریتانیا بود که از فصل ۱۹۵۲ تا ۱۹۵۴ در مجموع در ۹ گراند پری شرکت کرد.
براون در طول دوران فعالیت خود در فرمول یک ۲ امتیاز را به نام خود به‌ثبت رساند.
براون در ۲۰ ژانویه ۲۰۰۴ در گیلفورد، ساری درگذشت.